# Thala Bounane
 (décembre 2016).
Si vous disposez d'ouvrages ou d'articles de référence ou si vous connaissez des sites web de qualité traitant du thème abordé ici, merci de compléter l'article en donnant les références utiles à sa vérifiabilité et en les liant à la section « Notes et références ».
Pour les articles homonymes, voir Thala (homonymie).
Thala Bounane est un village de la commune de Ath Aïssi située dans la daïra de Ath Dwala, dans la wilaya de Tizi Ouzou en Algérie.